# The Fly (singel)
The Fly – piosenka rockowego zespołu U2, pochodzącą z jego wydanego w 1991 roku albumu, Achtung Baby. Została wydana jako pierwszy singel promujący tę płytę. Utwór opowiada o tym jak osoba przebywająca w piekle, której podoba się miejsce, w którym się znajduje, dzwoni do innego człowieka i opowiada o tym, czego się nauczyła. „The Fly” był zapowiedzią nowych, akustycznych i elektronicznych eksperymentów muzycznych, które zdominowały pracę grupy w latach '90.
Piosenka znalazła się na nagrywanych na żywo DVD: Zoo TV: Live from Sydney, Elevation: Live from Boston i Vertigo: Live from Chicago.
Nakręcony do utworu teledysk znalazł się na DVD: The Best of 1990-2000, wraz z komentarzami reżyserów.

## Lista utworów

### Wersja 1
1. „The Fly” (4:29)
2. „Alex Descends into Hell for a Bottle of Milk / Korova 1” (3:37)
3. „The Lounge Fly Mix” (6:28)

## Zespół
- Bono – wokal główny
- The Edge – gitara, syntezator
- Adam Clayton – gitara basowa
- Larry Mullen Jr. – perkusja, instrumenty perkusyjne

## Pozycje na listach
| Rok  | Lista                                                  | Pozycja |
| ---- | ------------------------------------------------------ | ------- |
| 1991 | Australia (ARIA Charts)                                | #1      |
| 1991 | Wielka Brytania (UK Singles Chart)                     | #1      |
| 1991 | Stany Zjednoczone (Modern Rock Tracks)                 | #1      |
| 1991 | Stany Zjednoczone (Mainstream Rock Tracks)             | #2      |
| 1991 | Stany Zjednoczone (Hot Dance Music/Maxi-Singles Sales) | #44     |
| 1991 | Stany Zjednoczone (Billboard Hot 100)                  | #61     |